# Roland Nilsson (fotbollsspelare)
Nils Lennart Roland Nilsson, född 27 november 1963 i Helsingborg, är en svensk fotbollstränare och före detta fotbollsspelare (försvarare) som år 1996 tilldelades Guldbollen som Sveriges bästa fotbollsspelare under det gångna året.
Nilssons spelarkarriär spände över tre decennier och över tjugo år med spel i klubbar som Helsingborgs IF, IFK Göteborg, Sheffield Wednesday och Coventry City. Med Göteborg vann han Uefacupen 1986/87 och vann dessutom tre SM-guld. I England vann han år 1991 Ligacupen med Sheffield Wednesday och tillbaka i Sverige var han med om Helsingborgs första SM-guld på 58 år när de år 1999 vann Allsvenskan.
Under en period på 15 år (1986–2000) var Nilsson det givna valet på högerbackspositionen i det svenska landslaget. På sina 116 landskamper (8:e flest genom tiderna, mars 2021) var han med om ett OS-, två EM- och två VM-slutspel med EM-bronset 1992 och VM-bronset 1994 som de stora höjdpunkterna.
Som tränare har Nilsson haft uppdrag i bland annat Coventry City, Malmö FF, FC Köpenhamn och IFK Göteborg. Här är SM-guldet från år 2010 med Malmö den största framgången hittills.

## Klubblagskarriär

### Helsingborgs IF
Roland Nilsson kom redan som barn till Helsingborgs IF. A-lagsdebuten på hemmaplan mot Jönköpings Södra på Olympia 1981 blev minnesvärd. HIF vann med 4–2 och Nilsson gjorde mål redan efter fyra minuter. Roland Nilsson gjorde vid denna tid två A-lagssäsonger i HIF, men kom att återkomma till klubben senare i karriären vid flera tillfällen.

### IFK Göteborg
Roland Nilsson värvades till IFK Göteborg som 19-åring där han skolades om från anfallare/offensiv yttermittfältare till högerback. Nilsson vann SM-slutspelet i Allsvenskan med Blåvitt samma år och tog också hem segern i Svenska Cupen.
Nilsson blev också svensk mästare med Blåvitt 1984.
IFK Göteborg avancerade till semifinal i Europacupen 1986 men där missade Roland Nilsson en avgörande straff mot FC Barcelona på Camp Nou.
Säsongen 1986/87 medverkade Nilsson till att IFK Göteborg tog hem UEFA-cupen, samt ett nytt SM-guld. Nilsson tillbringade totalt sju säsonger i IFK Göteborgs A-lag.

### Sheffield Wednesday
Nilsson var lyckad i VM-kvalmatchen mot England 6 september 1989 och i december samma år gick flyttlasset över Nordsjön till Sheffield Wednesday. Han blev en stor favorit hos tränaren Ron Atkinson. Nilsson har sagt att han först tvekade inför Wednesday när han fick frågan, tabellplaceringarna var inte så bra. Men dåvarande managern Atkinson övertalade honom. Trots att första säsongen slutade med nedflyttning valde han att stanna på Hillsborough och spela upp laget till högsta divisionen igen.
Nilsson storspelade i Sheffield Wednesday när de vann ligacupen på Wembley 21 april 1991, då de slog Manchester United med 1–0 i finalen.
Säsongen 1992 blev det en tredje plats i Premier League, vilket kvalificerade Sheffield Wednesday för Europaspel för första gången på över 30 år.
Mitt under karriären i Sheffield var det dags för den första återkomsten till Helsingborgs IF, om än en kort sådan. Anledningen var EM 1992 på hemmaplan. Sista matchen för säsongen med Sheffield Wednesday var 2 maj och EM började inte förrän 10 juni. Nilsson ville spela fler matcher inför mästerskapet, och fick – via en utlåning till HIF – fem ytterligare matcher i Vårettan Södra.
1993 slutade Sheffield Wednesday på sjunde plats i ligan. 18 april 1993 spelade Nilsson ännu en ligacupfinal på Wembley, men Sheffield Wednesday förlorade mot Arsenal med 1–2.
15 maj 1993 spelade Nilsson 120 minuter i FA-cup-finalen på Wembley, återigen mot Arsenal. Matchen slutade oavgjort efter förlängning, och gick då till omspel. 19 maj åkte Nilsson till Stockholm och spelade 90 minuter i Sveriges VM-kvalmatch mot Österrike, för att dagen efter spela med Sheffield Wednesday i omspelet i FA-cupen på Wembley. Nilsson blev utbytt efter 118 minuter, och Arsenal gjorde mål strax därefter och vann finalen.
Roland Nilsson har både kallats klubbens bästa utländska spelare någonsin och bästa köpet klubben någonsin gjort.

### Återkomst till Helsingborg
Som nybliven bronsmedaljör i VM återvände Nilsson till Helsingborgs IF sommaren 1994. Det blev några framgångsrika år i den röd-blå tröjan. 1996 vann han Guldbollen. Han fick priset för sin särställning i klubblaget och höga och jämna nivå i landslaget.
Nilsson blev även utsedd till årets HIF:are samma år. HIF hade avancerat i UEFA-cupen och bl.a. slagit ut Aston Villa, men blev utslagna, i åttondelsfinalen, december 1996, mot ett starkt Anderlecht.

### Coventry City
Efter tre år i Helsingborg återvände Roland Nilsson till England. Sommaren 1997 anslöt han till Coventry City FC i Premier League. Där blev han klubbkamrat med Magnus Hedman. Nilsson blev även här en omtyckt spelare med sin rutin och fick smeknamnet "The Legend".

### SM-guld och Champions League med Helsingborg
Efter två år utomlands återvände Nilsson ånyo till Helsingborgs IF 1999. Helsingborg vann Allsvenskan. 1999 blev han också mottagare av Sydsvenska Dagbladets pris Skånebragden.
Året därefter var säsongen då HIF stod för den största internationella prestationen ett svenskt klubblag gjort sedan IFK Göteborgs glansdagar i mitten av 90-talet. Den italienska storklubben Inter kom till Olympia. Sven Anderssons straffräddning i Milano blev ett klassiskt ögonblick. I gruppspelet lottades HIF mot Rosenborg, Paris SG och Bayern München. Bortamatchen mot Rosenborg blev en storförlust, men i övrigt var gruppspelet imponerande starkt. Norrmännen besegrades på Olympia och poäng togs även hemma mot PSG och borta mot de blivande mästarna Bayern München. HIF var det enda laget i Champions League 2000/01 som lyckades ta poäng på Münchens Olympiastadion.
Efter Champions League-spelet med HIF var spelarkarriären över och Nilsson inledde en tränarkarriär.
Roland Nilsson skulle dock göra några fler matcher som spelare i såväl Coventry City som GAIS, klubbar som han verkade som tränare i.

## Landslagskarriär
Roland Nilsson var landslagets högerback under 14 år. 1 maj 1986 gjorde han landslagsdebut mot Grekland på Malmö Stadion.
Han spelade samtliga matcher för Sverige i fotbollsturneringen i OS 1988.
Nilsson spelade alla tre matcherna för Sverige i VM 1990 som blev ett fiasko, med bara 1–2-förluster. Nilsson orsakade straffen som gav Skottland sitt andra mål i matchen.
Han spelade Sveriges samtliga matcher i ett lyckat EM 1992 på hemmaplan, då man förlorade semifinalen mot Tyskland.
Under VM 1994 betydde den rutinerade högerbacken oerhört mycket med sina ledaregenskaper och han tog ett stort defensivt ansvar för att Tomas Brolin skulle kunna ha en fri roll. Han spelade samtliga matcher och satte en av straffarna i kvartsfinalen mot Rumänien, en personlig revansch efter straffmissen med IFK Göteborg i semifinalen i Europacupen mot Barcelona åtta år tidigare.
Sverige missade att kvalificera sig till de kommande mästerskapen EM 1996 och VM 1998. Nilsson blev utvisad i andra mötet mot Österrike i Wien i VM-kvalet 6 september 1997.
Nilsson spelade inledande matchen mot Belgien i EM 2000, men blev utbytt i paus på grund av en hjärnskakning. Några minuter innan tappade han bollen precis utanför straffområdet, så Bert Goor kunde göra första målet.
Hans sista landskamp var VM-kvalmatchen mot Slovakien i Bratislava 11 oktober 2000.
När han slutade i landslaget var han Sveriges genom tiderna näst meste landslagsspelare. Totalt gjorde han 116 matcher för A-landslaget.    

## Tränarkarriär
Nilsson trodde att han hade spelat sin sista match den 12 november 2000, men veteranen var snart tillbaka i Coventry som spelande assisterande tränare i mars 2001. Coventry åkte dock ur Premier League.
Nilsson tog sedan över huvudansvaret i oktober i Football League First Division efter att Gordon Strachan fått sparken. Laget inledde lysande men spelet kom av sig, och man började rada upp förluster. Nilsson gjorde en sista match som spelare på engelsk mark, 38 år gammal i en 0–4-förlust mot Preston 6 april 2002, men han blev, efter ytterligare en förlust mot Millwall, avskedad då det stod klart att Coventry missade att ta sig tillbaka till Premier League.
I tre terminer var Nilsson sedan lärare i engelska och idrott på Wieselgrensskolan i dåvarande hemstaden Helsingborg.
27 oktober 2003 blev han huvudtränare för GAIS i Superettan. Han spelade även för GAIS i det allsvenska kvalet mot Landskrona BoIS 2005 och gjorde ett inhopp i allsvenskans sista omgång som 43-åring, 5 november 2006 då GAIS mötte Gefle IF borta.
Den 11 oktober 2007 offentliggjordes att Nilsson inför säsongen 2008 skulle ta över som tränare i allsvenska laget Malmö FF. Eftersom han då hade ett år kvar på sitt kontrakt med GAIS köptes han loss för två miljoner kronor. Kontraktet med Malmö skrevs på 4 år. De första två säsongerna slutade laget sexa respektive sjua i allsvenskan. Men den tredje säsongen gick det desto bättre för Rolles pågar när Nilsson vann sitt första SM-guld som tränare och fjärde totalt.
Den 1 april 2011 offentliggjorde den danska klubben FC Köpenhamn att Nilsson skulle ta över som chefstränare. Han hade kontrakt med Malmö FF till november 2011 och en liknande situation med ett utköp från kontraktet som mellan övergången från GAIS till MFF kom till stånd. Den 9 januari 2012, efter endast sex månader hos FCK, och trots att laget då ledde Superliga, fick han sparken.
Sommaren 2012 blev Nilsson tillfällig hjälptränare och extra resurs i GAIS tränarteam, då laget låg näst sist i Allsvenskan.
I januari 2014 blev Nilsson förbundskapten för P16-landslaget. I april 2017 blev det officiellt att Nilsson skulle ta över efter Håkan Ericson som förbundskapten för U21-landslaget. I september 2020 presenterades Nilsson som huvudtränare för IFK Göteborg med ett kontrakt på 2,5 år. Den 2 juni 2021 fick han dock efter en tämligen svag inledning på säsongen sparken från klubben.
I oktober 2023 blev det officiellt att Nilsson återkom till allsvenskan för att arbeta i BK Häckens organisation.

## Meriter
Som spelare
- Svensk mästare: 1983, 1984, 1987, 1999
- Ligacupen: 1991
- Uefacup-mästare: 1987
- Guldbollen: 1996
- A-landskamper: 116 (2 mål)
- VM i fotboll: 1990, 1994
- VM-brons 1994
- kopia av Svenska Dagbladets guldmedalj 1994
- Skånebragden 1999
- EM i fotboll: 1992, 2000

Som tränare
- Svensk mästare: 2010